# Volta à Flandres de 2023
A 107.ª edição da clássica ciclista Volta à Flandres (nome oficial em neerlandês e francês: Ronde van Vlaanderen / Tour des Flandres) foi uma corrida na Bélgica que se celebrou 2 de abril de 2023 com início na cidade de Bruxas e final na cidade de Oudenaarde sobre um percurso de 273,4 quilómetros.
A corrida fez parte do UCI WorldTour de 2023, calendário ciclístico de máximo nível mundial, sendo a décima-quarta corrida de dito circuito. O vencedor foi o esloveno Tadej Pogačar do UAE Emirates e esteve acompanhado no pódio pelos neerlandês Mathieu van der Poel do Alpecin-Deceuninck e o dinamarquês Mads Pedersen do Trek-Segafredo, segundo e terceiro classificado respectivamente.

## Equipas participantes
Tomaram parte na corrida 25 equipas: 18 de categoria UCI WorldTeam e 7 de categoria UCI ProTeam. Formaram assim um pelotão de 175 ciclistas dos que acabaram 96. As equipas participantes foram:
| Equipes WorldTeam (18)- AG2R Citroën Team - Alpecin-Deceuninck - Astana Qazaqstan Team - Bahrain Victorious - Bora-Hansgrohe - Cofidis - EF Education-EasyPost - Groupama-FDJ - Ineos Grenadiers - Intermarché-Circus-Wanty - Jumbo-Visma - Movistar Team - Soudal Quick-Step - Arkéa-Samsic - Team DSM - Team Jayco AlUla - Trek-Segafredo - UAE Team Emirates Equipes ProTeam (7)- Bingoal WB - Israel-Premier Tech - Lotto Dstny - Q36.5 Pro Cycling Team - Team Flanders-Baloise - TotalEnergies - Uno-X Pro Cycling Team |
| |

## Classificação final
A classificação finalizou da seguinte forma:
| \| Classificação geral \| Classificação geral \| Classificação geral \| Classificação geral \| Classificação geral \| \| Ciclista \| Ciclista \| Equipe \| Tempo \| \| \| ------------------- \| -------------------- \| ---------------------- \| ------------------- \| ------------------- \| \| 1. \| Tadej Pogačar \| UAE Team Emirates \| 6h12m07s \| \| \| 2. \| Mathieu van der Poel \| Alpecin-Deceuninck \| + 16s \| \| \| 3. \| Mads Pedersen \| Trek-Segafredo \| + 1m12s \| \| \| 4. \| Wout van Aert \| Jumbo-Visma \| + 1m12s \| \| \| 5. \| Neilson Powless \| EF Education-EasyPost \| + 1m12s \| \| \| 6. \| Stefan Küng \| Groupama-FDJ \| + 1m12s \| \| \| 7. \| Kasper Asgreen \| Soudal Quick-Step \| + 1m12s \| \| \| 8. \| Fred Wright \| Bahrain Victorious \| + 1m12s \| \| \| 9. \| Matteo Jorgenson \| Movistar Team \| + 1m19s \| \| \| 10. \| Matteo Trentin \| UAE Team Emirates \| + 2m49s \| \| \| 11. \| Nathan Van Hooydonck \| Jumbo-Visma \| + 3m12s \| \| \| 12. \| Florian Vermeersch \| Lotto Dstny \| + 3m31s \| \| \| 13. \| Tiesj Benoot \| Jumbo-Visma \| + 5m12s \| \| \| 14. \| Christophe Laporte \| Jumbo-Visma \| + 5m16s \| \| \| 15. \| Mikkel Bjerg \| UAE Team Emirates \| + 5m16s \| \| \| 16. \| Benoît Cosnefroy \| AG2R Citroën Team \| + 5m16s \| \| \| 17. \| Anthony Turgis \| TotalEnergies \| + 6m04s \| \| \| 18. \| Alexander Kristoff \| Uno-X Pro Cycling Team \| + 6m09s \| \| \| 19. \| John Degenkolb \| Team DSM \| + 6m09s \| \| \| 20. \| Nils Politt \| Bora-Hansgrohe \| + 6m09s \| \| |                      |                        |          |
| |                      |                        |          |
| Fonte: ProCyclingStats |                      |                        |          |
| Classificação geral |                      |                        |          |
| Ciclista | Ciclista             | Equipe                 | Tempo    |
| 1. | Tadej Pogačar        | UAE Team Emirates      | 6h12m07s |
| 2. | Mathieu van der Poel | Alpecin-Deceuninck     | + 16s    |
| 3. | Mads Pedersen        | Trek-Segafredo         | + 1m12s  |
| 4. | Wout van Aert        | Jumbo-Visma            | + 1m12s  |
| 5. | Neilson Powless      | EF Education-EasyPost  | + 1m12s  |
| 6. | Stefan Küng          | Groupama-FDJ           | + 1m12s  |
| 7. | Kasper Asgreen       | Soudal Quick-Step      | + 1m12s  |
| 8. | Fred Wright          | Bahrain Victorious     | + 1m12s  |
| 9. | Matteo Jorgenson     | Movistar Team          | + 1m19s  |
| 10. | Matteo Trentin       | UAE Team Emirates      | + 2m49s  |
| 11. | Nathan Van Hooydonck | Jumbo-Visma            | + 3m12s  |
| 12. | Florian Vermeersch   | Lotto Dstny            | + 3m31s  |
| 13. | Tiesj Benoot         | Jumbo-Visma            | + 5m12s  |
| 14. | Christophe Laporte   | Jumbo-Visma            | + 5m16s  |
| 15. | Mikkel Bjerg         | UAE Team Emirates      | + 5m16s  |
| 16. | Benoît Cosnefroy     | AG2R Citroën Team      | + 5m16s  |
| 17. | Anthony Turgis       | TotalEnergies          | + 6m04s  |
| 18. | Alexander Kristoff   | Uno-X Pro Cycling Team | + 6m09s  |
| 19. | John Degenkolb       | Team DSM               | + 6m09s  |
| 20. | Nils Politt          | Bora-Hansgrohe         | + 6m09s  |

## Ciclistas participantes e posições finais
| Alpecin-Deceuninck ADC | Alpecin-Deceuninck ADC     | Alpecin-Deceuninck ADC |
| ---------------------- | -------------------------- | ---------------------- |
| Num                    | Ciclista                   | Pos                    |
| 1                      | Mathieu van der Poel (NED) | 2.                     |
| 2                      | Silvan Dillier (SUI)       | 80.                    |
| 3                      | Maurice Ballerstedt (GER)  | DNF                    |
| 4                      | Michael Gogl (AUT)         | DNF                    |
| 5                      | Søren Kragh Andersen (DEN) | DNF                    |
| 6                      | Gianni Vermeersch (BEL)    | 30.                    |
| 7                      | Xandro Meurisse (BEL)      | 54.                    |

| Jumbo-Visma TJV | Jumbo-Visma TJV            | Jumbo-Visma TJV |
| --------------- | -------------------------- | --------------- |
| Num             | Ciclista                   | Pos             |
| 11              | Wout van Aert (BEL)        | 4.              |
| 12              | Edoardo Affini (ITA)       | DNF             |
| 13              | Tiesj Benoot (BEL)         | 13.             |
| 14              | Christophe Laporte (FRA)   | 14.             |
| 15              | Tim van Dijke (NED)        | 42.             |
| 16              | Tosh Van der Sande (BEL)   | DNF             |
| 17              | Nathan Van Hooydonck (BEL) | 11.             |

| UAE Team Emirates UAD | UAE Team Emirates UAD      | UAE Team Emirates UAD |
| --------------------- | -------------------------- | --------------------- |
| Num                   | Ciclista                   | Pos                   |
| 21                    | Tadej Pogačar (SLO)        | 1.                    |
| 22                    | Rui Oliveira (POR)         | 58.                   |
| 23                    | Sjoerd Bax (NED)           | 68.                   |
| 24                    | Mikkel Bjerg (DEN)         | 15.                   |
| 25                    | Vegard Stake Laengen (NOR) | 69.                   |
| 26                    | Matteo Trentin (ITA)       | 10.                   |
| 27                    | Tim Wellens (BEL)          | DNF                   |

| AG2R Citroën Team ACT | AG2R Citroën Team ACT   | AG2R Citroën Team ACT |
| --------------------- | ----------------------- | --------------------- |
| Num                   | Ciclista                | Pos                   |
| 31                    | Greg Van Avermaet (BEL) | 62.                   |
| 32                    | Benoît Cosnefroy (FRA)  | 16.                   |
| 33                    | Stan Dewulf (BEL)       | 48.                   |
| 34                    | Lawrence Naesen (BEL)   | DNF                   |
| 35                    | Oliver Naesen (BEL)     | 40.                   |
| 36                    | Pierre Gautherat (FRA)  | DNF                   |
| 37                    | Damien Touzé (FRA)      | 91.                   |

| Lotto Dstny LTD | Lotto Dstny LTD          | Lotto Dstny LTD |
| --------------- | ------------------------ | --------------- |
| Num             | Ciclista                 | Pos             |
| 41              | Caleb Ewan (AUS)         | DNF             |
| 42              | Sébastien Grignard (BEL) | DNF             |
| 43              | Jasper De Buyst (BEL)    | DNF             |
| 44              | Arjen Livyns (BEL)       | 35.             |
| 45              | Frederik Frison (BEL)    | 34.             |
| 46              | Brent Van Moer (BEL)     | DNF             |
| 47              | Florian Vermeersch (BEL) | 12.             |

| Trek-Segafredo TFS | Trek-Segafredo TFS            | Trek-Segafredo TFS |
| ------------------ | ----------------------------- | ------------------ |
| Num                | Ciclista                      | Pos                |
| 51                 | Jasper Stuyven (BEL)          | 26.                |
| 52                 | Emīls Liepiņš (LAT) (estrada) | 71.                |
| 53                 | Daan Hoole (NED)              | 61.                |
| 54                 | Alex Kirsch (LUX)             | DNF                |
| 55                 | Mads Pedersen (DEN)           | 3.                 |
| 56                 | Edward Theuns (BEL)           | 44.                |
| 57                 | Mathias Vacek (CZE)           | 65.                |

| Ineos Grenadiers IGD | Ineos Grenadiers IGD   | Ineos Grenadiers IGD |
| -------------------- | ---------------------- | -------------------- |
| Num                  | Ciclista               | Pos                  |
| 61                   | Thomas Pidcock (GBR)   | 52.                  |
| 62                   | Kim Heiduk (GER)       | DNF                  |
| 63                   | Jhonatan Narváez (ECU) | 25.                  |
| 64                   | Ben Turner (GBR)       | DNF                  |
| 65                   | Luke Rowe (GBR)        | 95.                  |
| 66                   | Magnus Sheffield (USA) | 28.                  |
| 67                   | Connor Swift (GBR)     | 90.                  |

| Soudal Quick-Step SOQ | Soudal Quick-Step SOQ            | Soudal Quick-Step SOQ |
| --------------------- | -------------------------------- | --------------------- |
| Num                   | Ciclista                         | Pos                   |
| 71                    | Julian Alaphilippe (FRA)         | 51.                   |
| 72                    | Kasper Asgreen (DEN)             | 7.                    |
| 73                    | Davide Ballerini (ITA)           | 56.                   |
| 74                    | Tim Merlier (BEL) (estrada)      | 43.                   |
| 75                    | Yves Lampaert (BEL)              | 41.                   |
| 76                    | Florian Sénéchal (FRA) (estrada) | DNF                   |
| 77                    | Tim Declercq (BEL)               | DNF                   |

| Team Jayco AlUla JAY | Team Jayco AlUla JAY   | Team Jayco AlUla JAY |
| -------------------- | ---------------------- | -------------------- |
| Num                  | Ciclista               | Pos                  |
| 81                   | Michael Matthews (AUS) | DNF                  |
| 82                   | Luke Durbridge (AUS)   | DNF                  |
| 83                   | Luka Mezgec (SLO)      | DNF                  |
| 84                   | Kelland O'Brien (AUS)  | 72.                  |
| 85                   | Blake Quick (AUS)      | DNF                  |
| 86                   | Elmar Reinders (NED)   | 46.                  |
| 87                   | Zdeněk Štybar (CZE)    | 75.                  |

| EF Education-EasyPost EFE | EF Education-EasyPost EFE | EF Education-EasyPost EFE |
| ------------------------- | ------------------------- | ------------------------- |
| Num                       | Ciclista                  | Pos                       |
| 91                        | Julius van den Berg (NED) | 74.                       |
| 92                        | Jens Keukeleire (BEL)     | 53.                       |
| 93                        | Owain Doull (GBR)         | 33.                       |
| 94                        | Mikkel Honoré (DEN)       | 39.                       |
| 95                        | Tom Scully (NZL)          | DNF                       |
| 96                        | Neilson Powless (USA)     | 5.                        |
| 97                        | Jonas Rutsch (GER)        | 29.                       |

| Bahrain Victorious TBV | Bahrain Victorious TBV | Bahrain Victorious TBV |
| ---------------------- | ---------------------- | ---------------------- |
| Num                    | Ciclista               | Pos                    |
| 101                    | Matej Mohorič (SLO)    | DNF                    |
| 102                    | Nikias Arndt (GER)     | DNF                    |
| 103                    | Kamil Gradek (POL)     | DNF                    |
| 104                    | Filip Maciejuk (POL)   | DQ                     |
| 105                    | Andrea Pasqualon (ITA) | 36.                    |
| 106                    | Dušan Rajović (SRB)    | DNF                    |
| 107                    | Fred Wright (GBR)      | 8.                     |

| Intermarché-Circus-Wanty ICW | Intermarché-Circus-Wanty ICW | Intermarché-Circus-Wanty ICW |
| ---------------------------- | ---------------------------- | ---------------------------- |
| Num                          | Ciclista                     | Pos                          |
| 111                          | Biniam Girmay (ERI)          | DNF                          |
| 112                          | Sven Erik Bystrøm (NOR)      | 31.                          |
| 113                          | Aimé De Gendt (BEL)          | DNF                          |
| 114                          | Dries De Pooter (BEL)        | 79.                          |
| 115                          | Baptiste Planckaert (BEL)    | DNF                          |
| 116                          | Laurenz Rex (BEL)            | 49.                          |
| 117                          | Taco van der Hoorn (NED)     | DNF                          |

| Team DSM DSM | Team DSM DSM              | Team DSM DSM |
| ------------ | ------------------------- | ------------ |
| Num          | Ciclista                  | Pos          |
| 121          | John Degenkolb (GER)      | 19.          |
| 122          | Pavel Bittner (CZE)       | 82.          |
| 123          | Nils Eekhoff (NED)        | DNF          |
| 124          | Leon Heinschke (GER)      | DNF          |
| 125          | Alexander Edmondson (AUS) | 83.          |
| 126          | Tim Naberman (NED)        | DNF          |
| 127          | Kevin Vermaerke (USA)     | DNF          |

| Bora-Hansgrohe BOH | Bora-Hansgrohe BOH          | Bora-Hansgrohe BOH |
| ------------------ | --------------------------- | ------------------ |
| Num                | Ciclista                    | Pos                |
| 131                | Shane Archbold (NZL)        | DNF                |
| 132                | Patrick Gamper (AUT)        | DNF                |
| 133                | Marco Haller (AUT)          | DNF                |
| 134                | Nils Politt (GER) (estrada) | 20.                |
| 135                | Jordi Meeus (BEL)           | DNF                |
| 136                | Danny van Poppel (NED)      | DNF                |
| 137                | Jonas Koch (GER)            | 76.                |

| Astana Qazaqstan Team AST | Astana Qazaqstan Team AST       | Astana Qazaqstan Team AST |
| ------------------------- | ------------------------------- | ------------------------- |
| Num                       | Ciclista                        | Pos                       |
| 141                       | Igor Chzhan (KAZ) (estrada)     | DNF                       |
| 142                       | Yevgeniy Gidich (KAZ) (estrada) | DNF                       |
| 143                       | Martin Laas (EST)               | DNF                       |
| 144                       | Yevgeniy Fedorov (KAZ)          | 63.                       |
| 145                       | Dmitriy Gruzdev (KAZ)           | DNF                       |
| 146                       | Nurbergen Nurlykhassym (KAZ)    | DNF                       |
| 147                       | Gleb Syrica                     | 73.                       |

| Cofidis COF | Cofidis COF            | Cofidis COF |
| ----------- | ---------------------- | ----------- |
| Num         | Ciclista               | Pos         |
| 151         | Piet Allegaert (BEL)   | 45.         |
| 152         | Wesley Kreder (NED)    | DNF         |
| 153         | Christophe Noppe (BEL) | 77.         |
| 154         | André Carvalho (POR)   | DNF         |
| 155         | Alexis Renard (FRA)    | DNF         |
| 156         | Axel Zingle (FRA)      | 38.         |
| 157         | Max Walscheid (GER)    | 55.         |

| Israel-Premier Tech IPT | Israel-Premier Tech IPT | Israel-Premier Tech IPT |
| ----------------------- | ----------------------- | ----------------------- |
| Num                     | Ciclista                | Pos                     |
| 161                     | Dylan Teuns (BEL)       | 37.                     |
| 162                     | Guillaume Boivin (CAN)  | 93.                     |
| 163                     | Jens Reynders (BEL)     | DNF                     |
| 164                     | Hugo Houle (CAN)        | 66.                     |
| 165                     | Krists Neilands (LAT)   | DNF                     |
| 166                     | Tom Van Asbroeck (BEL)  | 23.                     |
| 167                     | Sep Vanmarcke (BEL)     | 24.                     |

| Q36.5 Pro Cycling Team Q36 | Q36.5 Pro Cycling Team Q36 | Q36.5 Pro Cycling Team Q36 |
| -------------------------- | -------------------------- | -------------------------- |
| Num                        | Ciclista                   | Pos                        |
| 171                        | Jack Bauer (NZL)           | DNF                        |
| 172                        | Filippo Colombo (SUI)      | 50.                        |
| 173                        | Alessandro Fedeli (ITA)    | DNF                        |
| 174                        | Nicolò Parisini (ITA)      | DNF                        |
| 175                        | Kamil Małecki (POL)        | DNF                        |
| 176                        | Antonio Puppio (ITA)       | 92.                        |
| 177                        | Nickolas Zukowsky (CAN)    | DNF                        |

| Arkéa-Samsic ARK | Arkéa-Samsic ARK      | Arkéa-Samsic ARK |
| ---------------- | --------------------- | ---------------- |
| Num              | Ciclista              | Pos              |
| 181              | Hugo Hofstetter (FRA) | 86.              |
| 182              | Jenthe Biermans (BEL) | DNF              |
| 183              | David Dekker (NED)    | DNF              |
| 184              | Matis Louvel (FRA)    | 27.              |
| 185              | Daniel McLay (GBR)    | 96.              |
| 186              | Mathis Le Berre (FRA) | 94.              |
| 187              | Clément Russo (FRA)   | 81.              |

| Groupama-FDJ GFC | Groupama-FDJ GFC       | Groupama-FDJ GFC |
| ---------------- | ---------------------- | ---------------- |
| Num              | Ciclista               | Pos              |
| 191              | Stefan Küng (SUI)      | 6.               |
| 192              | Lewis Askey (GBR)      | 32.              |
| 193              | Kevin Geniets (LUX)    | DNF              |
| 194              | Olivier Le Gac (FRA)   | 60.              |
| 195              | Fabian Lienhard (SUI)  | 78.              |
| 196              | Valentin Madouas (FRA) | DNF              |
| 197              | Samuel Watson (GBR)    | 67.              |

| Movistar Team MOV | Movistar Team MOV         | Movistar Team MOV |
| ----------------- | ------------------------- | ----------------- |
| Num               | Ciclista                  | Pos               |
| 201               | Iván García Cortina (ESP) | 21.               |
| 202               | Juri Hollmann (GER)       | DNF               |
| 203               | Johan Jacobs (SUI)        | 88.               |
| 204               | Matteo Jorgenson (USA)    | 9.                |
| 205               | Oier Lazkano (ESP)        | DNF               |
| 206               | Iván Romeo (ESP)          | DNF               |
| 207               | Mathias Norsgaard (DEN)   | 57.               |

| TotalEnergies TEN | TotalEnergies TEN           | TotalEnergies TEN |
| ----------------- | --------------------------- | ----------------- |
| Num               | Ciclista                    | Pos               |
| 211               | Peter Sagan (SVK) (estrada) | DNF               |
| 212               | Edvald Boasson Hagen (NOR)  | DNF               |
| 213               | Paul Ourselin (FRA)         | DNF               |
| 214               | Thomas Bonnet (FRA)         | DNF               |
| 215               | Sandy Dujardin (FRA)        | 70.               |
| 216               | Anthony Turgis (FRA)        | 17.               |
| 217               | Dries Van Gestel (BEL)      | 22.               |

| Bingoal WB BWB | Bingoal WB BWB                 | Bingoal WB BWB |
| -------------- | ------------------------------ | -------------- |
| Num            | Ciclista                       | Pos            |
| 221            | Guillaume Van Keirsbulck (BEL) | 47.            |
| 222            | Floris De Tier (BEL)           | 85.            |
| 223            | Dimitri Peyskens (BEL)         | DNF            |
| 224            | Alexis Guérin (FRA)            | DNF            |
| 225            | Julian Mertens (BEL)           | 64.            |
| 226            | Ludovic Robeet (BEL)           | DNF            |
| 227            | Luca Van Boven (BEL)           | 89.            |

| Team Flanders-Baloise TFB | Team Flanders-Baloise TFB | Team Flanders-Baloise TFB |
| ------------------------- | ------------------------- | ------------------------- |
| Num                       | Ciclista                  | Pos                       |
| 231                       | Vito Braet (BEL)          | 59.                       |
| 232                       | Alex Colman (BEL)         | DNF                       |
| 233                       | Sander De Pestel (BEL)    | DNF                       |
| 234                       | Lindsay De Vylder (BEL)   | DNF                       |
| 235                       | Jenno Berckmoes (BEL)     | DNF                       |
| 236                       | Gilles De Wilde (BEL)     | DNF                       |
| 237                       | Ward Vanhoof (BEL)        | DNF                       |

| Uno-X Pro Cycling Team UXT | Uno-X Pro Cycling Team UXT    | Uno-X Pro Cycling Team UXT |
| -------------------------- | ----------------------------- | -------------------------- |
| Num                        | Ciclista                      | Pos                        |
| 241                        | Alexander Kristoff (NOR)      | 18.                        |
| 242                        | Martin Bugge Urianstad (NOR)  | DNF                        |
| 243                        | Kristoffer Halvorsen (NOR)    | DNF                        |
| 244                        | William Blume Levy (DEN)      | 84.                        |
| 245                        | Erik Nordsæter Resell (NOR)   | DNF                        |
| 246                        | Louis Bendixen (DEN)          | DNF                        |
| 247                        | Rasmus Tiller (NOR) (estrada) | 87.                        |

| Alpecin-Deceuninck ADC | Alpecin-Deceuninck ADC     | Alpecin-Deceuninck ADC |
| ---------------------- | -------------------------- | ---------------------- |
| Num                    | Ciclista                   | Pos                    |
| 1                      | Mathieu van der Poel (NED) | 2.                     |
| 2                      | Silvan Dillier (SUI)       | 80.                    |
| 3                      | Maurice Ballerstedt (GER)  | DNF                    |
| 4                      | Michael Gogl (AUT)         | DNF                    |
| 5                      | Søren Kragh Andersen (DEN) | DNF                    |
| 6                      | Gianni Vermeersch (BEL)    | 30.                    |
| 7                      | Xandro Meurisse (BEL)      | 54.                    |

| Jumbo-Visma TJV | Jumbo-Visma TJV            | Jumbo-Visma TJV |
| --------------- | -------------------------- | --------------- |
| Num             | Ciclista                   | Pos             |
| 11              | Wout van Aert (BEL)        | 4.              |
| 12              | Edoardo Affini (ITA)       | DNF             |
| 13              | Tiesj Benoot (BEL)         | 13.             |
| 14              | Christophe Laporte (FRA)   | 14.             |
| 15              | Tim van Dijke (NED)        | 42.             |
| 16              | Tosh Van der Sande (BEL)   | DNF             |
| 17              | Nathan Van Hooydonck (BEL) | 11.             |

| UAE Team Emirates UAD | UAE Team Emirates UAD      | UAE Team Emirates UAD |
| --------------------- | -------------------------- | --------------------- |
| Num                   | Ciclista                   | Pos                   |
| 21                    | Tadej Pogačar (SLO)        | 1.                    |
| 22                    | Rui Oliveira (POR)         | 58.                   |
| 23                    | Sjoerd Bax (NED)           | 68.                   |
| 24                    | Mikkel Bjerg (DEN)         | 15.                   |
| 25                    | Vegard Stake Laengen (NOR) | 69.                   |
| 26                    | Matteo Trentin (ITA)       | 10.                   |
| 27                    | Tim Wellens (BEL)          | DNF                   |

| AG2R Citroën Team ACT | AG2R Citroën Team ACT   | AG2R Citroën Team ACT |
| --------------------- | ----------------------- | --------------------- |
| Num                   | Ciclista                | Pos                   |
| 31                    | Greg Van Avermaet (BEL) | 62.                   |
| 32                    | Benoît Cosnefroy (FRA)  | 16.                   |
| 33                    | Stan Dewulf (BEL)       | 48.                   |
| 34                    | Lawrence Naesen (BEL)   | DNF                   |
| 35                    | Oliver Naesen (BEL)     | 40.                   |
| 36                    | Pierre Gautherat (FRA)  | DNF                   |
| 37                    | Damien Touzé (FRA)      | 91.                   |

| Lotto Dstny LTD | Lotto Dstny LTD          | Lotto Dstny LTD |
| --------------- | ------------------------ | --------------- |
| Num             | Ciclista                 | Pos             |
| 41              | Caleb Ewan (AUS)         | DNF             |
| 42              | Sébastien Grignard (BEL) | DNF             |
| 43              | Jasper De Buyst (BEL)    | DNF             |
| 44              | Arjen Livyns (BEL)       | 35.             |
| 45              | Frederik Frison (BEL)    | 34.             |
| 46              | Brent Van Moer (BEL)     | DNF             |
| 47              | Florian Vermeersch (BEL) | 12.             |

| Trek-Segafredo TFS | Trek-Segafredo TFS            | Trek-Segafredo TFS |
| ------------------ | ----------------------------- | ------------------ |
| Num                | Ciclista                      | Pos                |
| 51                 | Jasper Stuyven (BEL)          | 26.                |
| 52                 | Emīls Liepiņš (LAT) (estrada) | 71.                |
| 53                 | Daan Hoole (NED)              | 61.                |
| 54                 | Alex Kirsch (LUX)             | DNF                |
| 55                 | Mads Pedersen (DEN)           | 3.                 |
| 56                 | Edward Theuns (BEL)           | 44.                |
| 57                 | Mathias Vacek (CZE)           | 65.                |

| Ineos Grenadiers IGD | Ineos Grenadiers IGD   | Ineos Grenadiers IGD |
| -------------------- | ---------------------- | -------------------- |
| Num                  | Ciclista               | Pos                  |
| 61                   | Thomas Pidcock (GBR)   | 52.                  |
| 62                   | Kim Heiduk (GER)       | DNF                  |
| 63                   | Jhonatan Narváez (ECU) | 25.                  |
| 64                   | Ben Turner (GBR)       | DNF                  |
| 65                   | Luke Rowe (GBR)        | 95.                  |
| 66                   | Magnus Sheffield (USA) | 28.                  |
| 67                   | Connor Swift (GBR)     | 90.                  |

| Soudal Quick-Step SOQ | Soudal Quick-Step SOQ            | Soudal Quick-Step SOQ |
| --------------------- | -------------------------------- | --------------------- |
| Num                   | Ciclista                         | Pos                   |
| 71                    | Julian Alaphilippe (FRA)         | 51.                   |
| 72                    | Kasper Asgreen (DEN)             | 7.                    |
| 73                    | Davide Ballerini (ITA)           | 56.                   |
| 74                    | Tim Merlier (BEL) (estrada)      | 43.                   |
| 75                    | Yves Lampaert (BEL)              | 41.                   |
| 76                    | Florian Sénéchal (FRA) (estrada) | DNF                   |
| 77                    | Tim Declercq (BEL)               | DNF                   |

| Team Jayco AlUla JAY | Team Jayco AlUla JAY   | Team Jayco AlUla JAY |
| -------------------- | ---------------------- | -------------------- |
| Num                  | Ciclista               | Pos                  |
| 81                   | Michael Matthews (AUS) | DNF                  |
| 82                   | Luke Durbridge (AUS)   | DNF                  |
| 83                   | Luka Mezgec (SLO)      | DNF                  |
| 84                   | Kelland O'Brien (AUS)  | 72.                  |
| 85                   | Blake Quick (AUS)      | DNF                  |
| 86                   | Elmar Reinders (NED)   | 46.                  |
| 87                   | Zdeněk Štybar (CZE)    | 75.                  |

| EF Education-EasyPost EFE | EF Education-EasyPost EFE | EF Education-EasyPost EFE |
| ------------------------- | ------------------------- | ------------------------- |
| Num                       | Ciclista                  | Pos                       |
| 91                        | Julius van den Berg (NED) | 74.                       |
| 92                        | Jens Keukeleire (BEL)     | 53.                       |
| 93                        | Owain Doull (GBR)         | 33.                       |
| 94                        | Mikkel Honoré (DEN)       | 39.                       |
| 95                        | Tom Scully (NZL)          | DNF                       |
| 96                        | Neilson Powless (USA)     | 5.                        |
| 97                        | Jonas Rutsch (GER)        | 29.                       |

| Bahrain Victorious TBV | Bahrain Victorious TBV | Bahrain Victorious TBV |
| ---------------------- | ---------------------- | ---------------------- |
| Num                    | Ciclista               | Pos                    |
| 101                    | Matej Mohorič (SLO)    | DNF                    |
| 102                    | Nikias Arndt (GER)     | DNF                    |
| 103                    | Kamil Gradek (POL)     | DNF                    |
| 104                    | Filip Maciejuk (POL)   | DQ                     |
| 105                    | Andrea Pasqualon (ITA) | 36.                    |
| 106                    | Dušan Rajović (SRB)    | DNF                    |
| 107                    | Fred Wright (GBR)      | 8.                     |

| Intermarché-Circus-Wanty ICW | Intermarché-Circus-Wanty ICW | Intermarché-Circus-Wanty ICW |
| ---------------------------- | ---------------------------- | ---------------------------- |
| Num                          | Ciclista                     | Pos                          |
| 111                          | Biniam Girmay (ERI)          | DNF                          |
| 112                          | Sven Erik Bystrøm (NOR)      | 31.                          |
| 113                          | Aimé De Gendt (BEL)          | DNF                          |
| 114                          | Dries De Pooter (BEL)        | 79.                          |
| 115                          | Baptiste Planckaert (BEL)    | DNF                          |
| 116                          | Laurenz Rex (BEL)            | 49.                          |
| 117                          | Taco van der Hoorn (NED)     | DNF                          |

| Team DSM DSM | Team DSM DSM              | Team DSM DSM |
| ------------ | ------------------------- | ------------ |
| Num          | Ciclista                  | Pos          |
| 121          | John Degenkolb (GER)      | 19.          |
| 122          | Pavel Bittner (CZE)       | 82.          |
| 123          | Nils Eekhoff (NED)        | DNF          |
| 124          | Leon Heinschke (GER)      | DNF          |
| 125          | Alexander Edmondson (AUS) | 83.          |
| 126          | Tim Naberman (NED)        | DNF          |
| 127          | Kevin Vermaerke (USA)     | DNF          |

| Bora-Hansgrohe BOH | Bora-Hansgrohe BOH          | Bora-Hansgrohe BOH |
| ------------------ | --------------------------- | ------------------ |
| Num                | Ciclista                    | Pos                |
| 131                | Shane Archbold (NZL)        | DNF                |
| 132                | Patrick Gamper (AUT)        | DNF                |
| 133                | Marco Haller (AUT)          | DNF                |
| 134                | Nils Politt (GER) (estrada) | 20.                |
| 135                | Jordi Meeus (BEL)           | DNF                |
| 136                | Danny van Poppel (NED)      | DNF                |
| 137                | Jonas Koch (GER)            | 76.                |

| Astana Qazaqstan Team AST | Astana Qazaqstan Team AST       | Astana Qazaqstan Team AST |
| ------------------------- | ------------------------------- | ------------------------- |
| Num                       | Ciclista                        | Pos                       |
| 141                       | Igor Chzhan (KAZ) (estrada)     | DNF                       |
| 142                       | Yevgeniy Gidich (KAZ) (estrada) | DNF                       |
| 143                       | Martin Laas (EST)               | DNF                       |
| 144                       | Yevgeniy Fedorov (KAZ)          | 63.                       |
| 145                       | Dmitriy Gruzdev (KAZ)           | DNF                       |
| 146                       | Nurbergen Nurlykhassym (KAZ)    | DNF                       |
| 147                       | Gleb Syrica                     | 73.                       |

| Cofidis COF | Cofidis COF            | Cofidis COF |
| ----------- | ---------------------- | ----------- |
| Num         | Ciclista               | Pos         |
| 151         | Piet Allegaert (BEL)   | 45.         |
| 152         | Wesley Kreder (NED)    | DNF         |
| 153         | Christophe Noppe (BEL) | 77.         |
| 154         | André Carvalho (POR)   | DNF         |
| 155         | Alexis Renard (FRA)    | DNF         |
| 156         | Axel Zingle (FRA)      | 38.         |
| 157         | Max Walscheid (GER)    | 55.         |

| Israel-Premier Tech IPT | Israel-Premier Tech IPT | Israel-Premier Tech IPT |
| ----------------------- | ----------------------- | ----------------------- |
| Num                     | Ciclista                | Pos                     |
| 161                     | Dylan Teuns (BEL)       | 37.                     |
| 162                     | Guillaume Boivin (CAN)  | 93.                     |
| 163                     | Jens Reynders (BEL)     | DNF                     |
| 164                     | Hugo Houle (CAN)        | 66.                     |
| 165                     | Krists Neilands (LAT)   | DNF                     |
| 166                     | Tom Van Asbroeck (BEL)  | 23.                     |
| 167                     | Sep Vanmarcke (BEL)     | 24.                     |

| Q36.5 Pro Cycling Team Q36 | Q36.5 Pro Cycling Team Q36 | Q36.5 Pro Cycling Team Q36 |
| -------------------------- | -------------------------- | -------------------------- |
| Num                        | Ciclista                   | Pos                        |
| 171                        | Jack Bauer (NZL)           | DNF                        |
| 172                        | Filippo Colombo (SUI)      | 50.                        |
| 173                        | Alessandro Fedeli (ITA)    | DNF                        |
| 174                        | Nicolò Parisini (ITA)      | DNF                        |
| 175                        | Kamil Małecki (POL)        | DNF                        |
| 176                        | Antonio Puppio (ITA)       | 92.                        |
| 177                        | Nickolas Zukowsky (CAN)    | DNF                        |

| Arkéa-Samsic ARK | Arkéa-Samsic ARK      | Arkéa-Samsic ARK |
| ---------------- | --------------------- | ---------------- |
| Num              | Ciclista              | Pos              |
| 181              | Hugo Hofstetter (FRA) | 86.              |
| 182              | Jenthe Biermans (BEL) | DNF              |
| 183              | David Dekker (NED)    | DNF              |
| 184              | Matis Louvel (FRA)    | 27.              |
| 185              | Daniel McLay (GBR)    | 96.              |
| 186              | Mathis Le Berre (FRA) | 94.              |
| 187              | Clément Russo (FRA)   | 81.              |

| Groupama-FDJ GFC | Groupama-FDJ GFC       | Groupama-FDJ GFC |
| ---------------- | ---------------------- | ---------------- |
| Num              | Ciclista               | Pos              |
| 191              | Stefan Küng (SUI)      | 6.               |
| 192              | Lewis Askey (GBR)      | 32.              |
| 193              | Kevin Geniets (LUX)    | DNF              |
| 194              | Olivier Le Gac (FRA)   | 60.              |
| 195              | Fabian Lienhard (SUI)  | 78.              |
| 196              | Valentin Madouas (FRA) | DNF              |
| 197              | Samuel Watson (GBR)    | 67.              |

| Movistar Team MOV | Movistar Team MOV         | Movistar Team MOV |
| ----------------- | ------------------------- | ----------------- |
| Num               | Ciclista                  | Pos               |
| 201               | Iván García Cortina (ESP) | 21.               |
| 202               | Juri Hollmann (GER)       | DNF               |
| 203               | Johan Jacobs (SUI)        | 88.               |
| 204               | Matteo Jorgenson (USA)    | 9.                |
| 205               | Oier Lazkano (ESP)        | DNF               |
| 206               | Iván Romeo (ESP)          | DNF               |
| 207               | Mathias Norsgaard (DEN)   | 57.               |

| TotalEnergies TEN | TotalEnergies TEN           | TotalEnergies TEN |
| ----------------- | --------------------------- | ----------------- |
| Num               | Ciclista                    | Pos               |
| 211               | Peter Sagan (SVK) (estrada) | DNF               |
| 212               | Edvald Boasson Hagen (NOR)  | DNF               |
| 213               | Paul Ourselin (FRA)         | DNF               |
| 214               | Thomas Bonnet (FRA)         | DNF               |
| 215               | Sandy Dujardin (FRA)        | 70.               |
| 216               | Anthony Turgis (FRA)        | 17.               |
| 217               | Dries Van Gestel (BEL)      | 22.               |

| Bingoal WB BWB | Bingoal WB BWB                 | Bingoal WB BWB |
| -------------- | ------------------------------ | -------------- |
| Num            | Ciclista                       | Pos            |
| 221            | Guillaume Van Keirsbulck (BEL) | 47.            |
| 222            | Floris De Tier (BEL)           | 85.            |
| 223            | Dimitri Peyskens (BEL)         | DNF            |
| 224            | Alexis Guérin (FRA)            | DNF            |
| 225            | Julian Mertens (BEL)           | 64.            |
| 226            | Ludovic Robeet (BEL)           | DNF            |
| 227            | Luca Van Boven (BEL)           | 89.            |

| Team Flanders-Baloise TFB | Team Flanders-Baloise TFB | Team Flanders-Baloise TFB |
| ------------------------- | ------------------------- | ------------------------- |
| Num                       | Ciclista                  | Pos                       |
| 231                       | Vito Braet (BEL)          | 59.                       |
| 232                       | Alex Colman (BEL)         | DNF                       |
| 233                       | Sander De Pestel (BEL)    | DNF                       |
| 234                       | Lindsay De Vylder (BEL)   | DNF                       |
| 235                       | Jenno Berckmoes (BEL)     | DNF                       |
| 236                       | Gilles De Wilde (BEL)     | DNF                       |
| 237                       | Ward Vanhoof (BEL)        | DNF                       |

| Uno-X Pro Cycling Team UXT | Uno-X Pro Cycling Team UXT    | Uno-X Pro Cycling Team UXT |
| -------------------------- | ----------------------------- | -------------------------- |
| Num                        | Ciclista                      | Pos                        |
| 241                        | Alexander Kristoff (NOR)      | 18.                        |
| 242                        | Martin Bugge Urianstad (NOR)  | DNF                        |
| 243                        | Kristoffer Halvorsen (NOR)    | DNF                        |
| 244                        | William Blume Levy (DEN)      | 84.                        |
| 245                        | Erik Nordsæter Resell (NOR)   | DNF                        |
| 246                        | Louis Bendixen (DEN)          | DNF                        |
| 247                        | Rasmus Tiller (NOR) (estrada) | 87.                        |

Convenções:
- AB-N: Abandono na etapa "N"
- FLT-N: Retiro por chegada fora do limite de tempo na etapa "N"
- NTS-N: Não tomou a saída para a etapa "N"
- DES-N: Desclassificado ou expulsado na etapa "N"

## UCI World Ranking
O Tour de Flandres outorgou pontos para o UCI World Ranking para corredores das equipas nas categorias UCI WorldTeam, UCI ProTeam e Continental. As seguintes tabelas são o barómetro de pontuação e os dez corredores que obtiveram mais pontos:
| Posição   | 1.º | 2.º | 3.º | 4.º | 5.º | 6.º | 7.º | 8.º | 9.º | 10.º | 11.º | 12.º | 13.º | 14.º | 15.º | 16.º-20.º | 21.º-30.º | 31.º-50.º | 51.º-55.º | 56.º-60.º |
| Pontuação | 800 | 640 | 520 | 440 | 360 | 280 | 240 | 200 | 160 | 135  | 110  | 95   | 85   | 65   | 55   | 50        | 30        | 15        | 10        | 5         |

| Classificação |                      |                       |        |
| Posição       | Ciclista             | Equipa                | Pontos |
| ------------- | -------------------- | --------------------- | ------ |
| 1.º           | Tadej Pogačar        | UAE Emirates          | 800    |
| 2.º           | Mathieu van der Poel | Alpecin-Deceuninck    | 640    |
| 3.º           | Mads Pedersen        | Trek-Segafredo        | 520    |
| 4.º           | Wout van Aert        | Jumbo-Visma           | 440    |
| 5.º           | Neilson Powless      | EF Education-EasyPost | 360    |
| 6.º           | Stefan Küng          | Groupama-FDJ          | 280    |
| 7.º           | Kasper Asgreen       | Soudal Quick-Step     | 240    |
| 8.º           | Fred Wright          | Bahrain Victorious    | 200    |
| 9.º           | Matteo Jorgenson     | Movistar              | 160    |
| 10.º          | Matteo Trentin       | UAE Emirates          | 135    |